# Chryse Alien

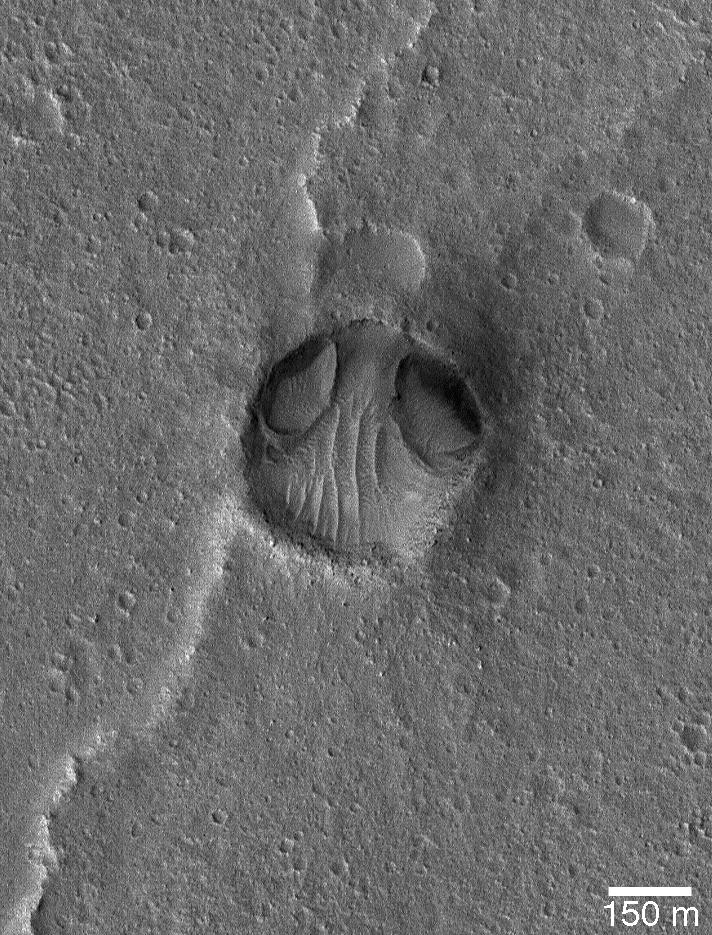
Chryse Alien, một miệng núi lửa trong Chryse Planitia

Chryse Alien đề cập đến một miệng núi lửa sao Hỏa tại Chryse Planitia, với sự tương đồng về hình ảnh giống như một "đầu người ngoài hành tinh".

Miệng núi lửa trong hình ảnh có kích thước 712x935 được được lập chỉ mục và được chụp bởi PIA07304. Bức ảnh được chụp bởi Camera Mars Marsiter trên tàu Mars Global Surveyor Orbiter. Hình ảnh được NASA dán nhãn Chryse "Alien Head" khi nó được xuất bản vào ngày 26 tháng 1 năm 2004. Hình ảnh này là một phần của Photojournal của Phòng thí nghiệm Động cơ phản lực, vào ngày 26 tháng 1 năm 2005. 
Hình ảnh từ máy quay trên quỹ đạo Sao Hỏa (MOC) của Mars Global Surveyor (MGS) này cho thấy một miệng hố va chạm trong Chryse Planitia, không xa địa điểm Viking 1, có vẻ giống với một cái đầu bị lỗi. Hai vết lõm kỳ lạ ở đầu phía bắc của miệng núi lửa ("đôi mắt") có thể đã hình thành do xói mòn bởi gió hoặc nước. Khu vực này đã được cải tạo bởi cả hai quá trình, với nước tồn tại trong quá khứ xa xôi với lũ lụt tràn qua phía tây Chryse Planitia từ Maja Valles, và gió thường diễn ra trong lịch sử gần đây. Miệng núi lửa này nằm gần 22,5 ° N, 47,9 ° W. Thanh có kích thước 150 mét dài khoảng 164 yard. Ánh sáng mặt trời chiếu sáng cảnh từ trái / dưới bên trái— Chú thích gốc của NASA 

Hình ảnh trở nên nổi bật vào năm 2018, khi nó được khám phá lại và đề xuất làm bằng chứng cho sự sống trên Sao Hỏa.